# Wyszęcice
Wyszęcice (niem. Wiscütz) – wieś w Polsce położona w województwie dolnośląskim, w powiecie wołowskim, w gminie Wińsko.

## Podział administracyjny
W latach 1975–1998 miejscowość administracyjnie należała do województwa wrocławskiego.

## Zabytki

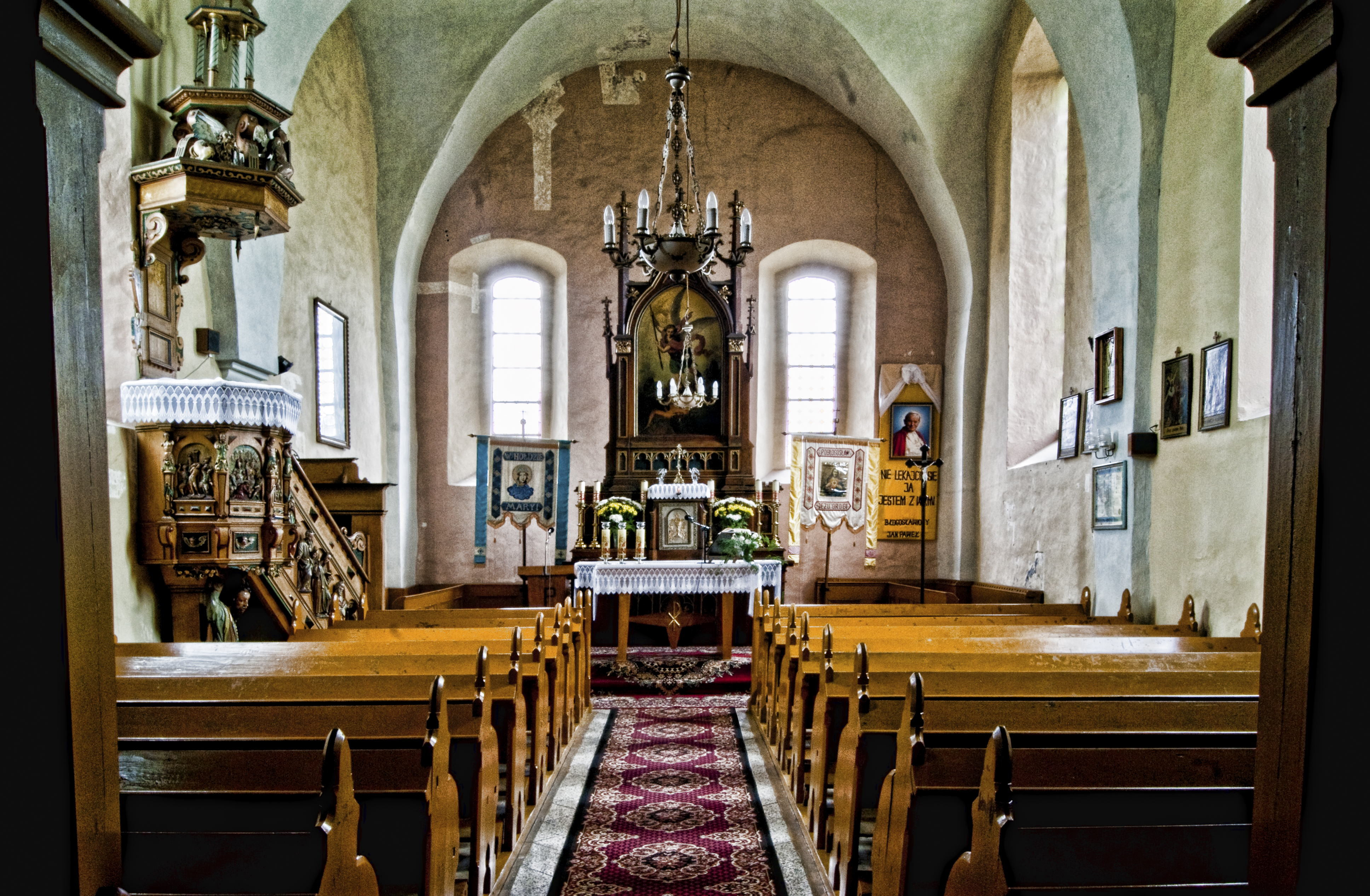
Wnętrze kościoła fil. św. Michała Archanioła

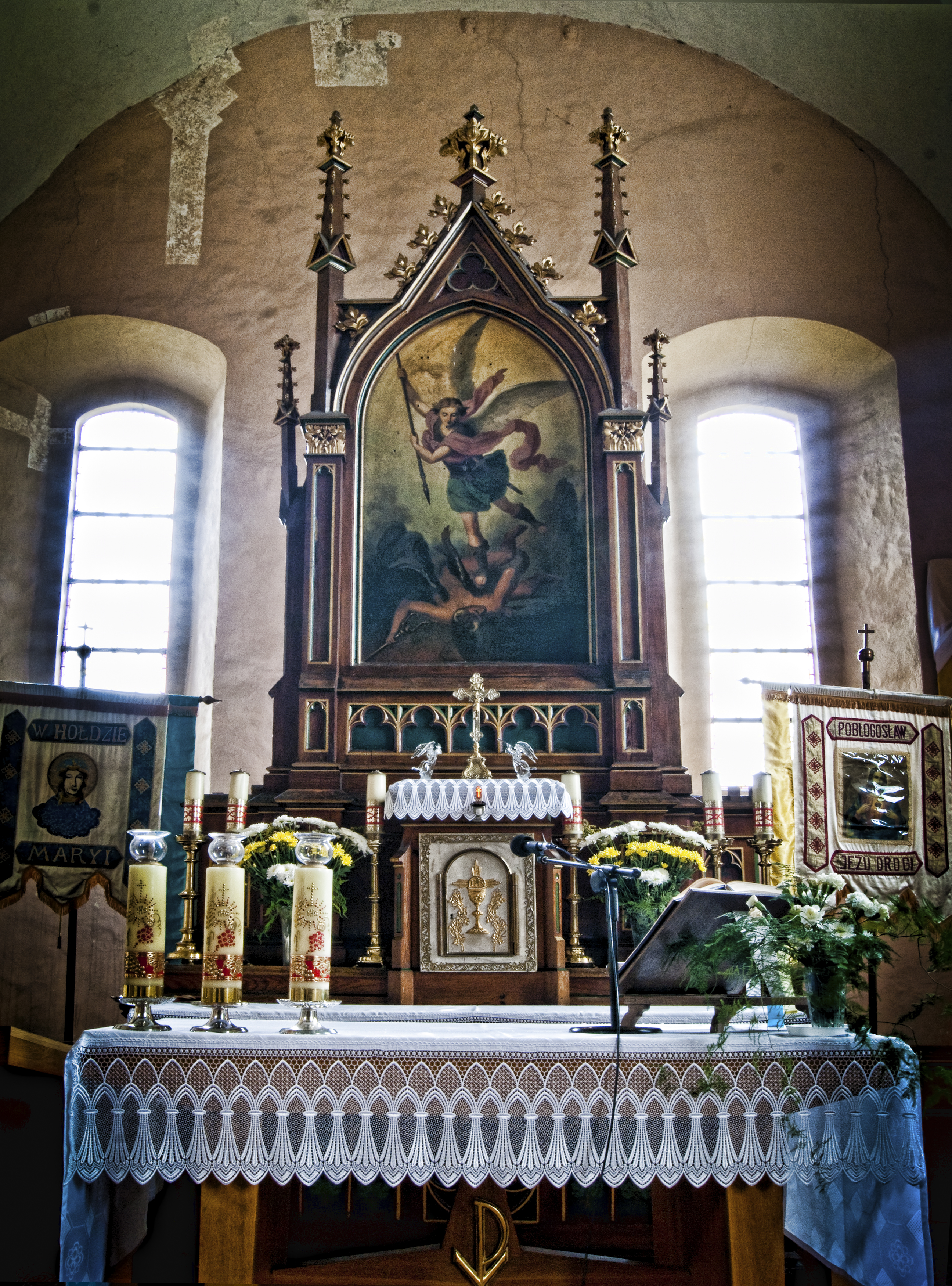
Ołtarz kościoła fil. św. Michała Archanioła

Do wojewódzkiego rejestru zabytków wpisany jest:
- kościół filialny pw. św. Michała Archanioła, z drugiej połowie XIV w., XVII w.

inne zabytki:
- dwór murowany, zbudowany w XVIII w. w stylu barokowym, rozbudowany w XX w.